# Atle (namn)
Atle (fornnordiska Atli) är ett fornnordiskt mansnamn, som troligen kommer av det germanska Attila (lillefar). 
Under fornnordisk tid har det främst används om just hunnerkungen Attila. På lösa grunder kom senare tiders krönikörer att ge namnet till ett antal fornnordiska kungar. Namnet Atle spelade en avgörande roll för Olof Rudbeck den äldre och hans teorier, där han såg namnet Atle som ursprungligen en hög titel.
Den 31 december 2019 fanns det 655 män i Sverige med namnet, varav 364 hade det som tilltalsnamn. 2014 fick 18 pojkar namnet som tilltalsnamn.
I den finlandssvenska namnsdagslängden har Atle namnsdag 4 mars sedan starten 1929, då en egen namnsdagskalender togs i bruk för finlandssvenskar.

## Personer
- Atle Antonsen, norsk komiker och skådespelare
- Atle Burman, svensk poet
- Atle Næss, norsk författare
- Atle Selberg, norsk matematiker
- Atle Skårdal, norsk alpin skidåkare
- Atlee Mahorn, kanadensisk friidrottare
- Sven Atle Kopperud, norsk gitarrist
- Attila, konung av hunnerna, som i Völsungasagan och Atlakvida kallas Atle.
- Atle den lille, isländsk furstelovskald